# Fizjokratyzm

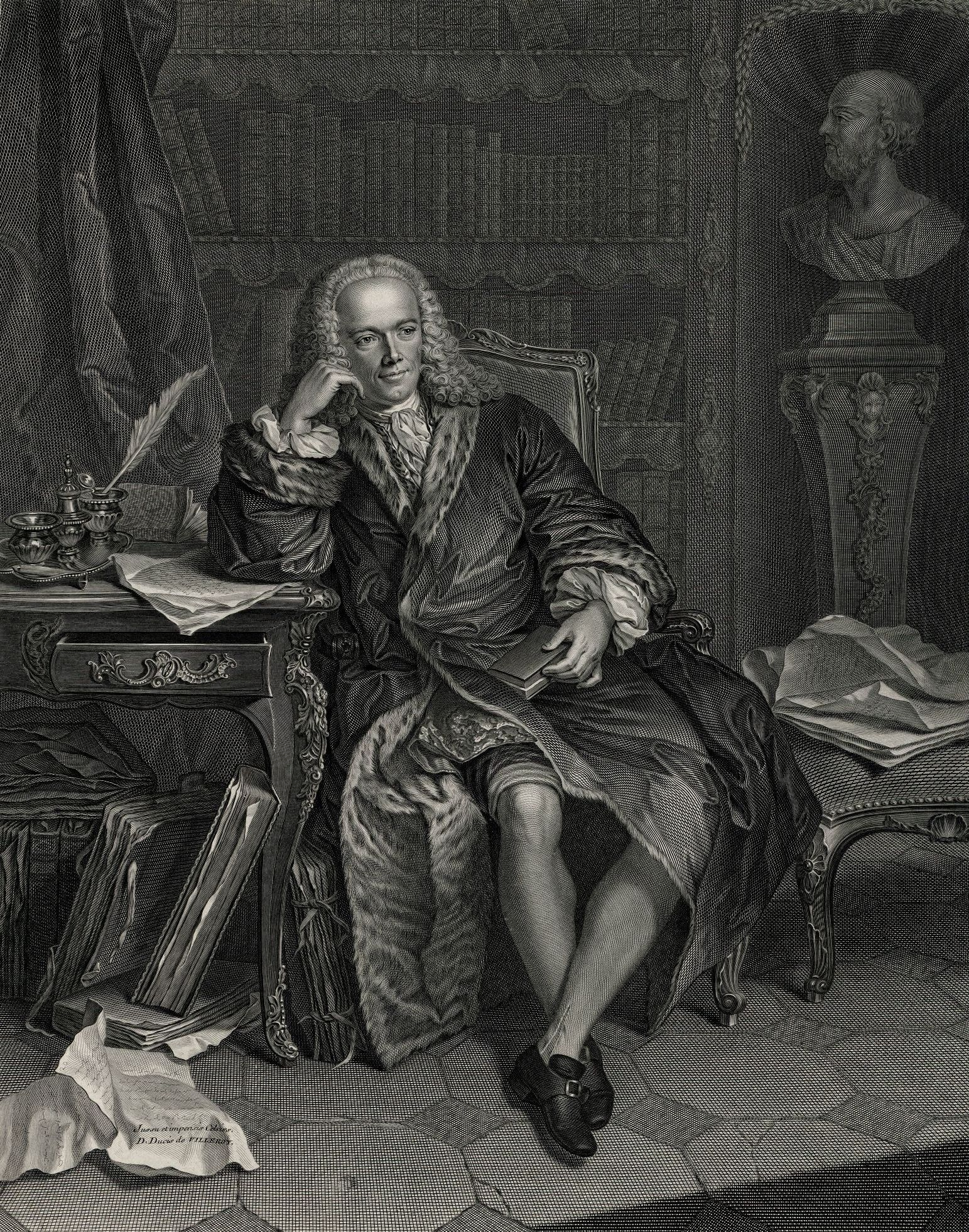
François Quesnay, twórca fizjokratyzmu.

Fizjokratyzm (fr. physiocratie, z gr. φύσις — przyroda i κράτος —  siła, władza) – szkoła ekonomiczna stworzona we Francji przez François Quesnaya w drugiej połowie XVIII wieku. Jej hasła były związane z ideą porządku naturalnego. Fizjokraci akcentowali znaczenie pracy, rolnictwa i ziemi jako jedynych źródeł bogactwa.
W XVIII w. nastąpił znaczny wzrost zainteresowania francuskich ekonomistów ziemią jako odmienną formą lokowania kapitału. Przyczyniły się do tego m.in. afery finansowe związane z postacią Johna Law. 
Podstawę fizjokratyzmu stanowią prace Maksymy ogólne ekonomicznego rządzenia krajem rolniczym oraz Tablica ekonomiczna (Tableau économique) napisane i wydane przez François Quesnaya.
Zwolennikiem fizjokratyzmu wdrażającym w życie jego założenia był cesarz Józef II. Przeprowadził reformę systemu podatkowego w którym powinności chłopskie przeliczone zostały na pieniądze. Według tej reformy 70% dochodu brutto pozostawiano chłopu, natomiast 12% wynosił podatek na rzecz skarbu państwa. Pozostałe 18% przypadało dla pana feudalnego. Reforma wywołała ogromne wzburzenie wśród szlachty, przede wszystkim na Węgrzech. Przyniosła ona jednak wzrost produkcji rolnej i eksportu zboża.

## Założenia
Podstawowe miejsce w teorii fizjokratów ma koncepcja pracy produkcyjnej i produktu dodatkowego. Uważali oni, że produkcyjną pracą (tj. tworzącą nową wartość) jest jedynie praca w rolnictwie, bo tam powstaje tzw. produkt dodatkowy, czyli nadwyżka wytworzonej wartości ponad koszty produkcji. Produkcyjne są jednak tylko gospodarstwa nowoczesne, typu kapitalistycznego, bo nastawione na rynek – stosują nowe metody produkcji. Fizjokratyzm zmierzał do gospodarczej przebudowy monarchii i do rekonstrukcji ustroju feudalnego. Podstawowym dobrem produkcyjnym była ziemia, a rolnictwo to siła w rozwoju społeczeństwa. Przedstawiciele tego nurtu odrzucali zatem poglądy merkantylistów, jakoby właściwym bogactwem kraju był pieniądz.
Nadrzędną koncepcją fizjokratyzmu była idea porządku naturalnego. Porządek natury stanowiły dla przedstawicieli tego nurtu własność, wolność oraz poszanowanie pracy. Podstawowym hasłem fizjokratów było hasło leseferyzmu, czyli wolnej konkurencji, swobody działalności gospodarczej, której istnienie warunkuje działanie praw natury.
W społeczeństwie wyróżniano trzy zasadnicze grupy społeczne:
- klasa właścicieli ziemskich – świeccy i duchowni; wydzierżawiają posiadaną ziemię rolnikom dzierżawcom, za co otrzymują czynsz dzierżawny; jest to również jedyna grupa, która jest opodatkowana (gdyż jako jedyna otrzymuje stały, „czysty” zysk);
- klasa produkcyjna (rolnictwo) – tylko ona pomnaża wartość produkcji, tworzy produkt czysty;
- klasa jałowa (przemysłowcy, rzemieślnicy, kupcy) – nie wytwarza nowej wartości, przynosi jedynie równowartość zużytych środków konsumpcji.

Fizjokraci przyczynili się do rozwoju oświaty, edukacji i szkolnictwa. Polscy fizjokraci, z Antonim Popławskim na czele, stali się założycielami pierwszych szkół podstawowych na wsiach – tzw. elementarnych czy parafialnych. W swoich pracach krytykowali ustrój pańszczyźniany, wyzysk chłopów przez panów, ekonomów i karczmarzy. Przyczynili się do zniesienia poddaństwa chłopów (bezwzględnej zależności od pana) i podniesienia godności zawodu kmiecia.
Komisja Edukacji Narodowej pod kierownictwem Hugona Kołłątaja przeprowadziła w 1780 r. reformę programów nauczania Uniwersytetu Jagiellońskiego, w wyniku której wprowadzono m.in. nowy przedmiot – ekonomię pod nazwą „umiejętności polityczne”.
Z modelu tablicy produkcyjnej czerpał później Karol Marks.

## Fizjokratyzm w Polsce
Fizjokraci polscy żądali nadania chłopom wolności osobistej i dziedzicznego posiadania uprawianej przez nich ziemi, negatywnie oceniając rezultaty gospodarcze istniejącego stanu. Poddaństwo i niewolę chłopów uważali za podstawowe przyczyny ich niskiej wydajności pracy, będącej hamulcem rozwoju polskiego rolnictwa. Podkreślali też konieczność rozwoju handlu i przemysłu. Dążyli do wzmocnienia państwa i władzy królewskiej przeciw anarchii i nierządowi. Nawoływali do sojuszu szlachecko-mieszczańskiego. Dla szkół parafialnych został opracowany przez: Grzegorza Piramowicza, Andrzeja Gawrońskiego i Onufrego Kopczyńskiego w duchu fizjokratyzmu Elementarz dla szkół parafialnych narodowych z roku 1785.
W okresie popularności fizjokratyzmu w Polsce podkreślano jego doktrynę filozoficzno-moralną, w mniejszym stopniu zwracając uwagę na jego zalety ekonomiczne. W związku z niechętnym podejściem szlachty, szczególnie średniej i drobnej, do postulatów dotyczących wolności dla chłopów oraz likwidacji pańszczyzny, fizjokratyzm nie wywarł większego wpływu na sytuację gospodarczą na ziemiach polskich.

## Fizjokraci
We Francji:
- Nicolas Baudeau
- Richard Cantillon
- Joseph-Michel Dutens
- Ange Goudar
- Vincent de Gournay
- François Quesnay

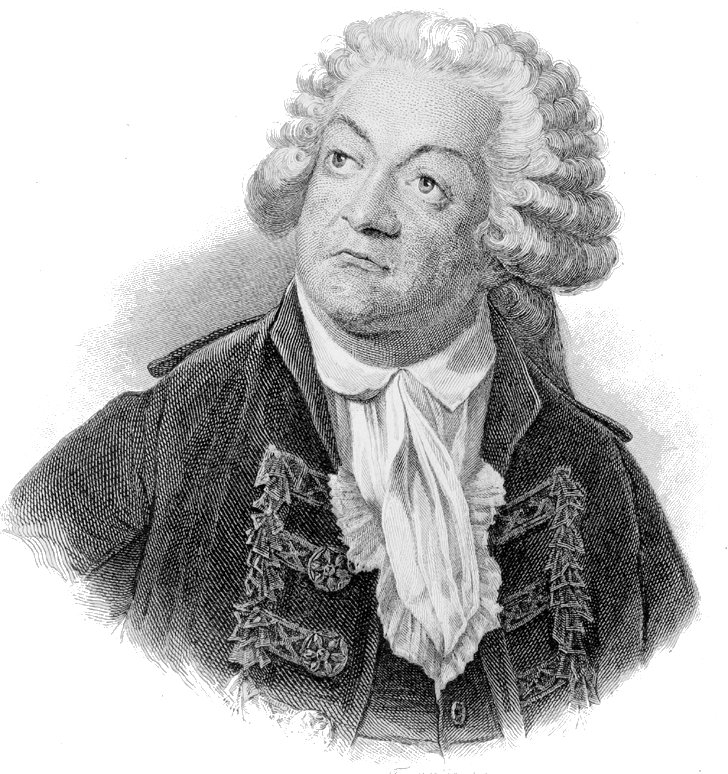
Honoré Gabriel Riqueti de Mirabeau

- Pierre-Paul Lemercier de La Rivière
- Honoré Gabriel Riqueti de Mirabeau
- l'abbé Roubaud
- Pierre Samuel du Pont de Nemours
- Guillaume-François Le Trosne
- Jean-François Melon
- Anne-Robert-Jacques Turgot
- Ludwik XV
- Sebastian Vauban

Poza Francją
- Gaspar Melchor de Jovellanos (Hiszpan)
- Joachim Litawor Chreptowicz
- Hugo Kołłątaj
- Hieronim Stroynowski
- Antoni Popławski
- Friedrich Eberhard von Rochow